# Pàvel Dúrov
Pàvel Valérievitx Dúrov, rus: Па́вел Вале́рьевич Ду́ров, (Sant Petersburg, 10 d'octubre de 1984) és un emprenedor i milionari rus, conegut per fundar la xarxa social VK («En contacte»), i desenvolupar, amb el seu germà Nikolai Dúrov, Telegram Messenger.
La seva fama de competidor de Facebook va fer que alguns mitjans l'anomenessin el Mark Zuckerberg rus.

## Biografia

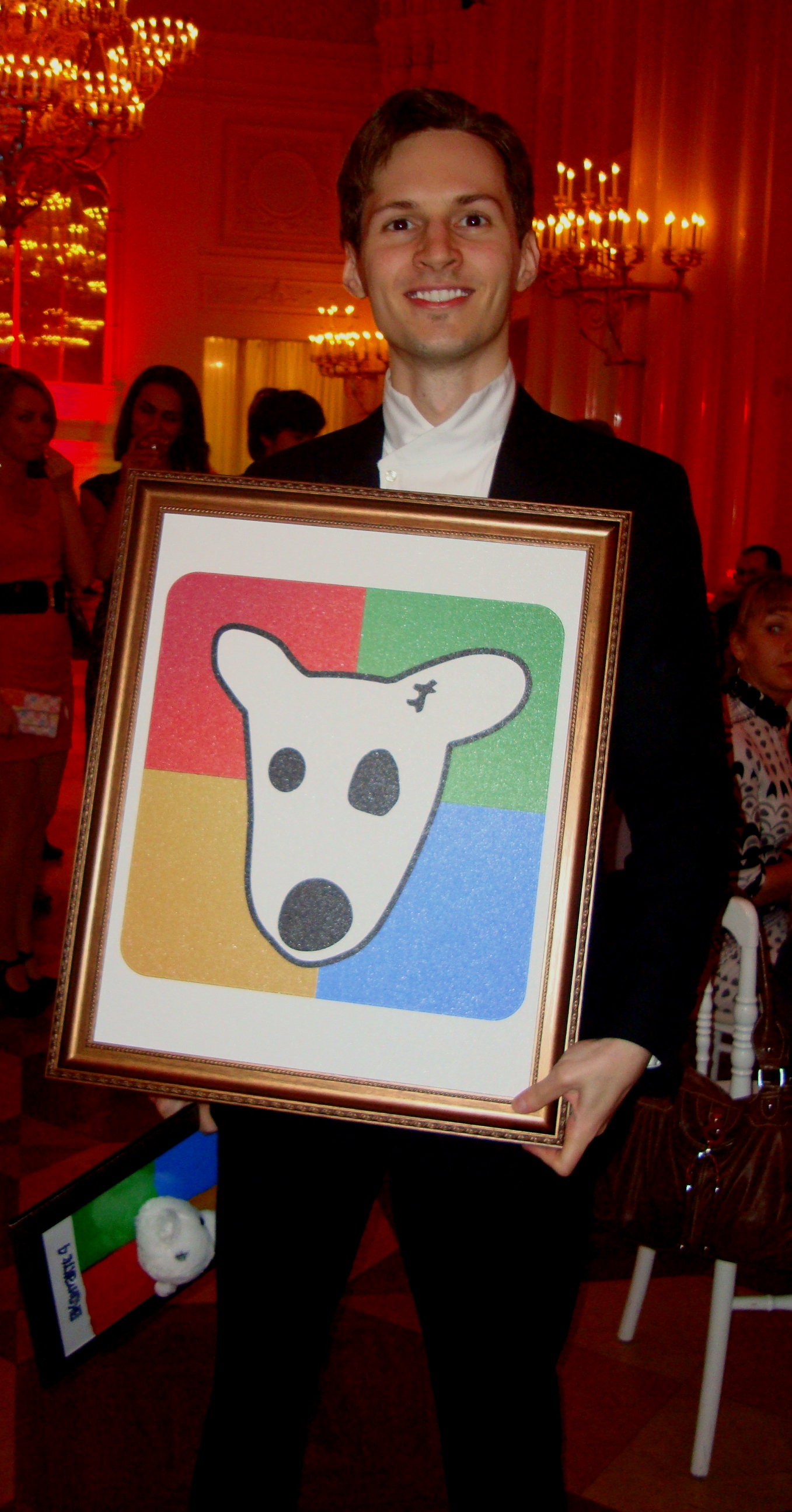
Pàvel Dúrov en el seu 26 aniversari.

Pàvel Dúrov va néixer a Sant Petersburg (aleshores coneguda com a Leningrad), però va passar la major part de la seva infantesa a Torí (Piemont, Itàlia).
El seu pare Valeri era doctor en filologia i treballava a Itàlia. Va assistir a l'escola a Itàlia i en 2001 va tornar a Rússia on va assistir a l'Academy Gymnasium a Sant Petersburg. El 2006 es va llicenciar en filologia per la Universitat estatal de Sant Petersburg. Mentre es preparava per a ser intèrpret i traductor va crear una llibreria en línia per als seus companys amb la qual compartir anotacions i llibres. L'invent es va fer popular a la universitat i llavors ho va ampliar a un fòrum universitari. El 2006 el diari Delovoy Peterburg va publicar un article sobre el fòrum universitari. El seu antic company Viatxeslav Mirilaixvili estava vivint als Estats Units i va llegir l'article. Veient el seu potencial es va reunir amb Pàvel Dúrov i el pare de Mirilaixvili va finançar el projecte el novembre de 2006 com VKontakte (VK). A la fi de 2007 tenia 3 milions d'usuaris. A l'origen pretenia ser una xarxa social estudiantil, però aviat es van afegir pares, avis i germans petits.
En 2010 la Recording Industry Association of America va col·locar a VKontakte en el segon lloc de distribuïdors il·legals de música al món. En 2011, l'Office of the United States Trade Representative va col·locar a VKontakte entre les bases de dades pirates més significatives.
Es van iniciar demandes i plets sense èxit. Dúrov és conegut per les seves idees llibertàries i per creure en la llibertat per compartir arxius.
El 4 de desembre de 2012 es van celebrar les eleccions a la Duma russa. Va guanyar el partit governant, però moltes anomalies en el procés de votació es van gravar en telèfons mòbils per votants i observadors. Moltes històries de frau van inundar internet, contribuint a l'aparició de molts grups opositors a les xarxes socials.
Dues setmanes més tard, el Servei Federal de Seguretat (FSB) rus es va dirigir a Pàvel Dúrov, demanant-li que bloquegés a 7 d'aquests grups a la seva xarxa social. Dúrov va publicar la carta a la seva pàgina personal amb la seva resposta: la foto d'un gos traient la llengua. El 2011 un equip d'assalt SWAT va envoltar la seva casa a Sant Petersburg. Van abandonar la casa després d'una hora.
A causa de la seva negativa al bloqueig, Dúrov va ser citat a comparèixer a l'oficina del fiscal general per atestar, però no va ser imputat. El maig de 2012 VK tenia 150 milions d'usuaris.
El 16 d'abril de 2014 Dúrov es va negar públicament a lliurar dades dels manifestants ucraïnesos a les agències de seguretat russes i a bloquejar algunes pàgines a VK al·legant que les peticions eren il·legals.
El 21 d'abril de 2014 Dúrov va ser acomiadat com CEO de VK. La companyia va dir que actuava segons una carta de dimissió escrita per Dúrov un mes abans i que no va retirar.
Dúrov va afirmar que la companyia havia estat presa per aliats de Vladímir Putin, suggerint que la seva sortida era el resultat de la seva negativa a cedir dades personals dels usuaris als serveis de seguretat russos i a proporcionar informació sobre els membres del grup de VK dedicat al moviment de protesta de Euromaidan.
Quan els aliats de Putin van aconseguir el 88% de VK, Dúrov va vendre les seves participacions per diversos centenars de milions de dòlars.
Dúrov va abandonar Rússia el 2014 i va afirmar que no tenia plans per tornar, i que el país era incompatible amb el negoci a internet en aquell moment. A finals de 2014 VK tenia 270 milions d'usuaris.
El 2023 la revista Wired va publicar un article en què explicava la pressió que el Kremlin havia exercit sobre Dúrov i que, en la pràctica, el Servei de Seguretat Federal rus havia aconseguit accés a Telegram.
El 24 d'agost de 2024 va ser detingut en un aeroport de París per la policia francesa tot just baixar d'un avió procedent de l'Azerbaidjan, en compliment d'una ordre de cerca que també tenia a França per no col·laborar amb les autoritats policials, aquest cop des de Telegram.

## Telegram Messenger
Amb el seu germà Nikolai Dúrov, va crear Telegram operat independentment de VK des del 2013. Amb el desenvolupament de MTProto es va caracteritzar per anar més enllà del seu competidor WhatsApp en la capacitat d'emmagatzematge i millores en la interacció de contactes. Un dels seus objectius era proveir més privadesa i seguretat, sense perdre el seu disseny i usabilitat.
Telegram va promoure el programari lliure, que pot ser modificada per la comunitat, per la qual cosa existeixen clients oficials per a mòbils (inicialment Android i iOS), ordinadors, així com versions per executar en el navegador. Va ser traduït oficialment al català per a aplicacions de mòbils i d'escriptori a finals de 2018.

## Premis i guardons
Se l'ha anomenat el Mark Zuckerberg de Rússia.
L'agost de 2014 Pàvel Dúrov va ser nomenat en el Nordic Business Forum com a la promesa més gran en l'Europa del Nord amb menys de 30 anys.

## Vida personal
Com a filòleg d'educació, li agraden les llengües. Parla rus, italià i anglès. Llig castellà i ucraïnés i té nocions de polonès i txec. A més, ha estudiat durant mínim un any altres llengües com el francès, l'alemany, el llatí o l'àrab.
Té idees llibertàries. És defensor de la cadena de blocs o blockchain i de les criptomonedes com Bitcoin i TON, aquesta última va ser la impulsada inicialment per Telegram i concebuda pel germà, Nikolai Dúrov.
Té doble nacionalitat francesa i emiratiana. Segons ell mateix explica, al seu passaport francés de 2023 apareixia amb el nom afrancesat «Paul du Rove». El passaport francés el va obtenir el 2021 mitjançant un procediment ràpid excepcional per a estrangers d'«alt perfil» que els exempten dels requisits legals habituals, com el d'haver viscut al país almenys cinc anys. Anteriorment, en 2013, va aconseguir la ciutadania de Saint Kitts i Nevis. Després d'invertir 250.000 dòlars en la indústria del sucre del país, va rebre un passaport que li permetia viatjar a 132 països sense necessitat de visat, incloent-hi la Unió Europea i el Regne Unit.
El Russia Beyond, basant-se en un documental sobre ell del cineasta Rodion Chepel, va publicar que Dúrov va estar casat amb Daria Bondarenko, a qui va conéixer a la universitat, i tenen dos fills. No obstant això, ell mateix afirma que no ha estat casat mai i prefereix viure sol. En una entrevista de la revista Forbes la seua exparella Irina Bolgar va fer públic que Dúrov té altres 3 fills més amb ella.
Des que va ser exiliat de Rússia viu de lloguer en ciutats en les quals sol passar menys de 10 setmanes.
El 24 de gener de 2012, mentre assistia a la conferència Digital Life Design en Múnic, Alemanya, va realitzar una donació d'un milió de dòlars a la Viquipèdia.
El 2024, Dúrov va revelar que és pare biològic de més de 100 fills. Quinze anys abans va donar esperma perquè un amic i la seua dona pogueren tenir un fill. Segons diu ell mateix, el director de la clínica el va convéncer per a donar més esperma, a causa de la manca de «material donant d’alta qualitat». La seua esperma ha ajudat més de cent parelles a tenir fills. Dúrov també planeja fer accessible el seu ADN per a facilitar que els seus fills biològics es troben entre ells.